# 黑尾鹇
黑尾鹇（学名：Lophura inornata），是鸡形目雉科的一种鸟类。
黑尾鹇体重约685克，翼长约209.3毫米，嘴峰长约33.9毫米，喙宽度约10.7毫米，喙厚度约11.7毫米，跗蹠长约69毫米，尾长约137.5毫米。黑尾鹇在其分布区内为留鸟，其栖息在密集的高大树木组成的森林中，食性为杂食性。

## 亚种
- ：分布于苏门答腊岛北部的山地森林。
- ：分布于苏门答腊岛中部和南部的山地森林。[4]